# KNVB Beker 1948/49
Het seizoen 1948/49 van de KNVB Beker was de 38ste editie van de Nederlandse voetbalcompetitie met als inzet de KNVB Beker. Quick Nijmegen won de beker, door in Eindhoven in de finale SC Helmondia na een gelijkspel en strafschoppen te verslaan. De finale kende overigens geen verlenging(en).

## 1e ronde
| Datum | Wedstrijd                      | Uitslag    | Scoreverloop |
| ----- | ------------------------------ | ---------- | ------------ |
|       | Aalsmeer – De Germaan          | 2 – 1      |              |
|       | Achilles '12 – Heracles        | 1 – 2      |              |
|       | ADO – Wassenaar                | 2 – 1      |              |
|       | Ajax – UVV                     | 5 – 0      |              |
|       | Alexandria                     | Vrijgeloot |              |
|       | Baardwijk – ADVENDO            | 9 – 0      |              |
|       | Be Quick Groningen – Zuidbroek | 9 – 2      |              |
|       | Bladella – Veloc               | 1 – 3      |              |
|       | Bleijerheide – Hoensbroek      | 1 – 2      |              |
|       | BNC                            | Vrijgeloot |              |
|       | BSV '29 – Helmondia            | 2 – 3      |              |
|       | Cromvliet – HBS                | 2 – 7      |              |
|       | CVV – Hermes DVS               | 4 – 2      |              |
|       | DCL – Xerxes                   | 1 – 6      |              |
|       | De Zeeuwen – METO              | 1 – 0      |              |
|       | DESK – NAC*                    | 0 – 0      |              |
|       | Deurne – RKTVV                 | 2 – 4      |              |
|       | DOG – GRC                      | 2 – 0      |              |
|       | Dongen – Zwaluw VFC            | 1 – 2      |              |
|       | DOSKO – NSV*                   | 1 – 1      |              |
|       | DWSV – Rapditas*               | 2 – 2      |              |
|       | EBOH – Excelsior               | 0 – 3      |              |
|       | Ede – PEC                      | 1 – 3      |              |
|       | Elinkwijk – CDN                | 2 – 1      |              |
|       | Emma – VVH '16                 | 2 – 1      |              |
|       | Enschede – Vosta               | 1 – 4      |              |
|       | ESCA – Enschedese Boys         | 3 – 4      |              |
|       | Frisia – Blue Boys             | 5 – 2      |              |
|       | FSV Pretoria – Fortuna         | 2 – 3      |              |
|       | Germanicus – Wijster           | 6 – 2      |              |
|       | Groene Ster – Schinnen*        | 2 – 2      |              |
|       | GVAV – Veendam                 | 3 – 1      |              |
|       | Haarlem – WSV '30              | 5 – 1      |              |
|       | Harlingen – Friesland          | 1 – 3      |              |
|       | Heksenberg – MVV               | 1 – 3      |              |
|       | Hillinen – Hercules            | 3 – 2      |              |
|       | Hoogezand – Velocitas          | 1 – 1      |              |
|       | HOV – Gouda*                   | 1 – 1      |              |
|       | HRC – DEM                      | 4 – 2      |              |
|       | IVO – VVV                      | 0 – 5      |              |
|       | La Première – Wageningen       | 3 – 0      |              |
|       | Laura – Maurits                | 0 – 5      |              |
|       | Lekkerkerk – SC Emma*          | 1 – 1      |              |
|       | Limburgia – Kolonia            | 4 – 3      |              |
|       | Madjoe – Alcmaria Victrix      | 0 – 1      |              |
|       | Moordrecht – Overmaas*         | 2 – 2      |              |
|       | Muntendam – HSC                | 1 – 2      |              |
|       | Nijmegen – Helios D            | 2 – 4      |              |
|       | OLIVEO – VUC                   | 3 – 2      |              |
|       | Oost Arnhemsche Boys – VVG '25 | 4 – 2      |              |
|       | Oosterparkers – Leeuwarden     | 2 – 1      |              |
|       | OSV – EDO                      | 0 – 1      |              |
|       | Postduiven – Alphen*           | 1 – 1      |              |
|       | PSV – Concordia SVD            | 3 – 0      |              |
|       | QSC – Zandvoortmeeuwen         | 3 – 0      |              |
|       | Quick Nijmegen – Rigtersbleek  | 4 – 2      |              |
|       | Rheden – AZC                   | 2 – 0      |              |
|       | RKONS – Kerkrade               | 5 – 7      |              |
|       | Roodenburg – Neptunus          | 0 – 5      |              |
|       | 's Gravenzande – Feijenoord    | 1 – 7      |              |
|       | SCB – Veersche Boys*           | 0 – 0      |              |
|       | SCD '33 – SEC                  | 0 – 4      |              |
|       | Sevenum – Steijl*              | 1 – 1      |              |
|       | Sittardsche Boys – Linne       | 4 – 0      |              |
|       | Slikkerveer – Coal             | 2 – 1      |              |
|       | Sneek – FVC                    | 5 – 0      |              |
|       | Spartaan '20 – Unitas          | 0 – 2      |              |
|       | Standaard – Juliana            | 7 – 1      |              |
|       | Terneuzen – Willem II          | 0 – 1      |              |
|       | The Victory – HVC              | 1 – 7      |              |
|       | TSC – WVV                      | 7 – 2      |              |
|       | VCS – Blauw-Zwart              | 1 – 2      |              |
|       | Velox – DWS                    | 2 – 4      |              |
|       | Vitesse '22 – HFC*             | 3 – 3      |              |
|       | Vriendenschaar – KFC*          | 3 – 3      |              |
|       | Watergraafsmeer – DOS          | 0 – 1      |              |
|       | West-Frisia – Volendam         | 0 – 3      |              |
|       | WFC – De Volewijckers          | 2 – 1      |              |
|       | Wilhelmina – Eindhoven         | 1 – 4      |              |
|       | Wit-Zwart '32 – SC Grave       | 6 – 1      |              |
|       | WVC – Ajax B                   | 4 – 1      |              |
|       | ZAC – Hengelo                  | 1 – 4      |              |
|       | Zeeburgia – Bloemendaal        | 4 – 1      |              |

## 2e ronde
| Datum | Wedstrijd                     | Uitslag | Scoreverloop |
| ----- | ----------------------------- | ------- | ------------ |
|       | Aalsmeer – DWS*               | 0 – 0   |              |
|       | Ajax – QSC                    | 2 – 0   |              |
|       | Alphen – ADO                  | 3 – 2   |              |
|       | CVV – Fortuna                 | 1 – 0   |              |
|       | De Zeeuwen – NSV*             | 1 – 1   |              |
|       | DOG – KFC                     | 1 – 2   |              |
|       | DOS – KFC                     | 1 – 2   |              |
|       | Eindhoven – Baardwijk*        | 3 – 3   |              |
|       | Elinkwijk – Alcmaria Victrix* | 3 – 3   |              |
|       | Emma – Maurits                | 3 – 0   |              |
|       | Enschedese Boys – Alexandria  | 1 – 0   |              |
|       | Excelsior – OLIVEO            | 3 – 1   |              |
|       | Feijenoord – Blauw-Zwart      | 6 – 0   |              |
|       | Friesland – Velocitas*        | 2 – 2   |              |
|       | Frisia – BNC                  | 2 – 3   |              |
|       | Germanicus – Hengelo          | 2 – 1   |              |
|       | GVAV – HSC                    | 9 – 0   |              |
|       | HBS – Overmaas                | 3 – 2   |              |
|       | Helios D – Heracles           | 0 – 2   |              |
|       | Hillinen – WFC                | 0 – 5   |              |
|       | Hoensbroek – VVV              | 5 – 2   |              |
|       | HRC – Haarlem                 | 1 – 2   |              |
|       | HVC – HFC                     | 4 – 2   |              |
|       | Kerkrade – Sittardsche Boys   | 2 – 3   |              |
|       | La Première – WVC             | 2 – 1   |              |
|       | Limburgia – Wit-Zwart '32     | 4 – 2   |              |
|       | MVV – Schinnen                | 7 – 0   |              |
|       | Neptunus – HOV                | 3 – 1   |              |
|       | Oost Arnhemsche Boys – PEC*   | 0 – 0   |              |
|       | Oosterparkers – Sneek         | 2 – 0   |              |
|       | Quick Nijmegen – Rheden       | 1 – 0   |              |
|       | Rapiditas – Zeeburgia         | 0 – 3   |              |
|       | RKTVV – PSV                   | 2 – 1   |              |
|       | SC Emma – Xerxes              | 4 – 0   |              |
|       | SEC – Vosta                   | 3 – 0   |              |
|       | Standaard – Steijl            | 4 – 2   |              |
|       | TSC – Veersche Boys           | 2 – 0   |              |
|       | Unitas – Slikkerveer          | 1 – 2   |              |
|       | Veloc – Helmondia*            | 1 – 1   |              |
|       | Volendam – EDO                | 7 – 0   |              |
|       | Zwaluw VFC – NAC*             | 1 – 1   |              |

## Tussenronde
| Datum | Wedstrijd                   | Uitslag | Scoreverloop |
| ----- | --------------------------- | ------- | ------------ |
|       | Alcmaria Victrix – Volendam | 3 – 4   |              |
|       | BNC – Velocitas             | 2 – 4   |              |
|       | Excelsior – SC Emma*        | 1 – 1   |              |
|       | GVAV – Oosterparkers        | 3 – 1   |              |
|       | Haarlem – Ajax*             | 1 – 1   |              |
|       | HBS – Neptunus*             | 1 – 1   |              |
|       | Hoensbroek – RKTVV          | 2 – 3   |              |
|       | La Première – Heracles      | 1 – 3   |              |
|       | Limburgia – Helmondia       | 1 – 4   |              |
|       | NAC – TSC                   | 3 – 1   |              |

## 3e ronde
| Datum | Wedstrijd                     | Uitslag | Scoreverloop |
| ----- | ----------------------------- | ------- | ------------ |
|       | Ajax – SC Emma                | 1 – 4   |              |
|       | DWS – CVV                     | 4 – 0   |              |
|       | Enschedese Boys – PEC         | 3 – 0   |              |
|       | Feijenoord – Zeeburgia        | 4 – 1   |              |
|       | Germanicus – Velocitas        | 2 – 3   |              |
|       | GVAV – Quick Nijmegen         | 2 – 3   |              |
|       | Heracles – Be Quick Groningen | 1 – 0   |              |
|       | HVC – SEC                     | 5 – 1   |              |
|       | KFC – Neptunus                | 2 – 3   |              |
|       | MVV – Baardwijk               | 3 – 1   |              |
|       | NAC – Helmondia*              | 1 – 1   |              |
|       | NSV – Willem II               | 0 – 3   |              |
|       | Sittardsche Boys – RKTVV      | 1 – 0   |              |
|       | Slikkerveer – Alphen          | 2 – 1   |              |
|       | Standaard – Emma              | 1 – 2   |              |
|       | WFC – Volendam                | 3 – 1   |              |

## 4e ronde
| Datum       | Wedstrijd                        | Uitslag | Scoreverloop |
| ----------- | -------------------------------- | ------- | ------------ |
| 26 mei 1949 | Emma – Sittardsche Boys          | 3 – 0   |              |
| 26 mei 1949 | Feijenoord – Slikkerveer         | 4 – 0   |              |
| 26 mei 1949 | Helmondia – MVV                  | 4 – 3   |              |
| 26 mei 1949 | HVC – Willem II*                 | 3 – 3   |              |
| 26 mei 1949 | Neptunus – WFC                   | 6 – 1   |              |
| 26 mei 1949 | Quick Nijmegen – Enschedese Boys | 3 – 0   |              |
| 26 mei 1949 | SC Emma – DWS                    | 4 – 1   |              |
| 26 mei 1949 | Velocitas – Heracles             | 0 – 1   |              |

## Kwartfinale
| Datum       | Wedstrijd              | Uitslag | Scoreverloop |
| ----------- | ---------------------- | ------- | ------------ |
| 1 juni 1949 | Feijenoord – Neptunus  | 3 – 1   |              |
| 29 mei 1949 | Quick Nijmegen – Emma  | 5 – 1   |              |
| 29 mei 1949 | SC Emma – Heracles     | 1 – 0   |              |
| 29 mei 1949 | Willem II – Helmondia* | 1 – 1   |              |

## Halve finale
| Datum       | Wedstrijd                | Uitslag       | Scoreverloop                     |
| ----------- | ------------------------ | ------------- | -------------------------------- |
| 6 juni 1949 | Helmondia – Feijenoord   | 1 – 1 (1 – 0) | Helmondia wint na strafschoppen. |
| 6 juni 1949 | Quick Nijmegen – SC Emma | 4 – 3 (3 – 2) |                                  |

## Finale
|                                |                                               |               |                                   |                                                                                  |
| 11 juni 1949 Finale KNVB Beker | Quick Nijmegen                                | 1 – 1 (1 – 1) | Helmondia                         | Sportpark Aalsterweg, Eindhoven Toeschouwers: 13.000 Scheidsrechter: Jean Wevers |
| 11 juni 1949 Finale KNVB Beker | Piet Schipperheijn 11'                        |               | 12' Joseph Nicholson              | Sportpark Aalsterweg, Eindhoven Toeschouwers: 13.000 Scheidsrechter: Jean Wevers |
| 11 juni 1949 Finale KNVB Beker | Strafschoppen                                 |               |                                   | Sportpark Aalsterweg, Eindhoven Toeschouwers: 13.000 Scheidsrechter: Jean Wevers |
| 11 juni 1949 Finale KNVB Beker | Han Engelsman Piet Schipperheijn Frans van Es | 2 – 1         | Gerrit Slegers Ad Maas Ad Slegers | Sportpark Aalsterweg, Eindhoven Toeschouwers: 13.000 Scheidsrechter: Jean Wevers |

| KNVB Beker 1948/49        |
| ------------------------- |
| Quick Nijmegen 1ste titel |

Seizoenen: 1898/99 · 1899/00 · 1900/01 · 1901/02 · 1902/03 · 1903/04 · 1904/05 · 1905/06 · 1906/07 · 1907/08 · 1908/09 · 1909/10 · 1910/11 · 1911/12 · 1912/13 · 1913/14 · 1914/15 · 1915/16 · 1916/17 · 1917/18 · 1918/19 · 1919/20 · 1920/21 · 1921/22 · 1922/23 · 1923/24 · 1925 · 1925/26 · 1926/27 · 1927/28 · 1928/29 · 1929/30 · 1930/31 · 1931/32 · 1932/33 · 1933/34 · 1934/35 · 1935/36 · 1936/37 · 1937/38 · 1938/39 · 1939/40 · 1940/41 · 1941/42 · 1942/43 · 1943/44 · 1944/45 · 1945/46 · 1946/47 · 1947/48 · 1948/49 · 1949/50 · 1950/51 · 1951/52 · 1952/53 · 1953/54 · 1954/55 · 1955/56 · 1956/57 · 1957/58 · 1958/59 · 1959/60 · 1960/61 · 1961/62 · 1962/63 · 1963/64 · 1964/65 · 1965/66 · 1966/67 · 1967/68 · 1968/69 · 1969/70 · 1970/71 · 1971/72 · 1972/73 · 1973/74 · 1974/75 · 1975/76 · 1976/77 · 1977/78 · 1978/79 · 1979/80 · 1980/81 · 1981/82 · 1982/83 · 1983/84 · 1984/85 · 1985/86 · 1986/87 · 1987/88 · 1988/89 · 1989/90 · 1990/91 · 1991/92 · 1992/93 · 1993/94 · 1994/95 · 1995/96 · 1996/97 · 1997/98 · 1998/99 · 1999/00 · 2000/01 · 2001/02 · 2002/03 · 2003/04 · 2004/05 · 2005/06 · 2006/07 · 2007/08 · 2008/09 · 2009/10 · 2010/11 · 2011/12 · 2012/13 · 2013/14 · 2014/15 · 2015/16 · 2016/17 · 2017/18 · 2018/19 · 2019/20 · 2020/21 · 2021/22 · 2022/23 · 2023/24 · 2024/25
Finales: 2013 · 2014 · 2015 · 2016 · 2017 · 2018 · 2019 · 2020 · 2021 · 2022 · 2023 · 2024
Nederland: Eredivisie · Eerste divisie · Tweede divisie · Derde divisie/Topklasse · KNVB Beker
Europa: Champions League · Europa Cup I · Europa Cup II · Europa League · UEFA Cup · Jaarbeursstedenbeker · Intertoto Cup